# Municipio de Brush Creek (condado de Jefferson)
El municipio de Brush Creek (en inglés: Brush Creek Township) es un municipio ubicado en el condado de Jefferson en el estado estadounidense de Ohio. En el año 2010 tenía una población de 438 habitantes y una densidad poblacional de 7,15 personas por km².

## Geografía
El municipio de Brush Creek se encuentra ubicado en las coordenadas 40°33′57″N 80°48′20″O / 40.56583, -80.80556. Según la Oficina del Censo de los Estados Unidos, el municipio tiene una superficie total de 61.29 km², de la cual 61,27 km² corresponden a tierra firme y (0,04 %) 0,02 km² es agua.

## Demografía
Según el censo de 2010, había 438 personas residiendo en el municipio de Brush Creek. La densidad de población era de 7,15 hab./km². De los 438 habitantes, el municipio de Brush Creek estaba compuesto por el 98,4 % blancos, el 0,23 % eran amerindios, el 0,46 % eran isleños del Pacífico, el 0,91 % eran de otras razas. Del total de la población el 1,14 % eran hispanos o latinos de cualquier raza.